# Retiro procerulus
Retiro procerulus là một loài nhện trong họ Amaurobiidae.
Loài này thuộc chi Retiro. Retiro procerulus được Eugène Simon miêu tả năm 1906.